# Magnus Carlsen
Sven Magnus Øen Carlsen (Tønsberg; 30 de noviembre de 1990) es un Gran Maestro de ajedrez noruego, coronado como el decimosexto Campeón Mundial de Ajedrez. Se proclamó campeón mundial el 28 de noviembre de 2013, a los 22 años, 11 meses y 27 días, con lo que fue el segundo campeón más joven de la historia después de Garri Kaspárov, posteriormente superado por Gukesh D. Obtuvo el título al vencer al campeón Viswanathan Anand por 6½-3½ puntos (tres victorias y siete empates) en el encuentro organizado por la FIDE en la ciudad india de Chennai. Es considerado como uno de los mejores jugadores de la historia del ajedrez y un referente para el ajedrez en la actualidad.
Carlsen se convirtió en Gran Maestro a la edad de trece años. En el año 2010 alcanzó la primera posición de la clasificación mundial de la Federación Internacional de Ajedrez. Es el segundo jugador más joven en superar los 2800 puntos Elo, cifra superada por Alireza Firouzja en 2021, y el más joven en lograr el puesto de número uno del mundo al conseguirlo a la edad de diecinueve años y un mes. En la lista de mayo de 2014, Carlsen alcanzó por primera vez los 2882 puntos Elo, la cifra más alta de todos los tiempos, superando los 2851 que obtuvo Kaspárov en julio de 1999.
Tras haber ganado cinco encuentros por el título mundial y conocerse el resultado del torneo de candidatos de 2022 Carlsen anunció que no defenderá el título, dejando el puesto vacante, algo que consiguió ganar el Gran Maestro chino Ding Liren.
Ha ganado dieciocho Campeonatos Mundiales de Ajedrez, cinco en modalidad de ajedrez clásico (2013, 2014, 2016, 2018 y 2021), cinco en modalidad de ajedrez rápido (2014, 2015, 2019, 2022 y 2023) y ocho en modalidad de ajedrez relámpago (2009, 2014, 2017, 2018, 2019, 2022, 2023 y 2024).

## Inicios
Carlsen vivía en Lommedalen, cerca de la capital de Noruega, Oslo. A los ocho años jugó su primer torneo como federado; fue entrenado en el Gimnasio Deportivo conducido por el mejor jugador de Noruega, el Gran Maestro Simen Agdestein. Obtuvo victorias destacadas frente a jugadores de la talla de Nigel Short (ex subcampeón mundial), Krámnik, Ivan Sokolov, Dolmatov, Ernts y Kárpov. Llegó a hacer tablas con Kaspárov.

Magnus recibió en 2002 el apoyo de la empresa de computadores noruega Artic Securities y de Microsoft. El Gran Maestro danés Peter Heine Nielsen lo ha entrenado. En el año 2002 se proclamó subcampeón mundial en la categoría sub-12. 

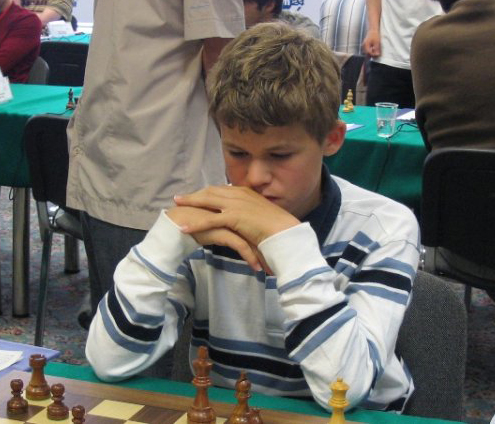
Carlsen en Varsovia en 2005

Por primera vez llamó la atención internacional al ganar el grupo C del Torneo Corus de Ajedrez en enero de 2004, con 10,5 puntos de 13 posibles. Dos años más tarde se adjudicó el grupo B del mismo torneo. En junio de 2004 participó en el Campeonato Mundial de Ajedrez 2004 (FIDE), el jugador más joven entre 128 participantes (sistema de partida por eliminatoria, del que saldría finalmente Campeón Mundial el uzbeko Rustam Kasimdzhanov), aunque Carlsen fue eliminado en primera ronda por Levon Aronian. En el Campeonato de Noruega de Ajedrez de 2005, Carlsen terminó en un primer lugar compartido, esta vez con su mentor Simen Agdestein.
En el 2009 se dio a conocer que el excampeón mundial Garri Kaspárov lo había entrenado en secreto desde enero de ese mismo año.

## Estilo
Conocido por su estilo de ataque en su etapa adolescente según Simen Agdestein, se caracterizaba entonces por «una temeraria disponibilidad para ofrecer material por actividad». A medida que fue madurando, Carlsen fue variando de estilo, adecuándose más al estilo sólido de la élite de ajedrez, donde la mayoría de las partidas quedan en tablas. Desde entonces, nunca ha tenido problemas para obtener ventaja tras la apertura e imponer su virtuosismo en el medio juego y en el final a partir de posiciones con aparente igualdad.
Para progresar, Carlsen desarrolló un estilo más versátil y universal. Es capaz de usar aperturas con 1.d4, 1.e4, así como 1.c4 más recientemente y, en ocasiones, 1. Cf3. Esta versatilidad, que es característica en muchos jugadores de la élite, tiene como objetivo dificultar la preparación de sus oponentes en las aperturas, puesto que hay más terreno que abarcar. Además, en muchas ocasiones, se desvía rápidamente de los caminos más conocidos de la teoría para evitar posibles preparaciones de laboratorio de sus rivales contra él e, incluso, para reducir enormemente el efecto de los análisis con módulo. Ha mencionado que el medio juego es su parte favorita del juego ya que pasa a ser «ajedrez puro».

«Los días de las grandes novedades teóricas han terminado y eso se acomoda muy bien al estilo de Carlsen».
Peter Heine Nielsen en una entrevista en 2013.

Garri Kaspárov, que entrenó a Carlsen de 2009 a 2010, afirma que su estilo posicional era similar al de excampeones mundiales como Anatoli Kárpov, José Raúl Capablanca y Vasili Smyslov, en contraposición al estilo táctico de Alexander Alekhine, Mijaíl Tal y de Kaspárov mismo. A partir de 2018, su estudio de las partidas del programa de inteligencia artificial AlphaZero supone un cambio drástico en su estilo, que se ha vuelto más ofensivo y menos preocupado en la entrega de peones a cambio de iniciativa.
Posterior a su victoria en la defensa de su título de campeón mundial contra Fabiano Caruana en 2018, su estilo se ha vuelto más dinámico y ha sido capaz de hacer resurgir en la élite aperturas que estaban casi olvidadas como la variante Pelikan de la defensa siciliana o el sistema Londres.

## Carrera en el ajedrez

### 2006
En 2006, quedó segundo en el 39.ª Festival Internacional de ajedrez en Biena, Suiza, del 22 de julio al 4 de agosto: 6 ajedrecistas a liga, doble ronda.
La clasificación final en Viena 2006 fue la siguiente:
| Posición | Participantes        | Puntos |
| -------- | -------------------- | ------ |
| 1        | Aleksandr Morozévich | 7.5    |
| 2        | Magnus Carlsen       | 6      |
| 3        | Teimour Radjabov     | 6      |
| 4        | Andrei Volokitin     | 4      |
| 5        | Yannick Pelletier    | 4      |
| 6        | Lázaro Bruzón        | 2.5    |

Magnus anotó 6/8 en la 37.ª olimpiada de ajedrez en 2006 contra oponentes de un promedio de 2627 Elo. Uno de sus triunfos notables fue contra el gran maestro inglés Michael Adams. Pero en la olimpiada de 2010, Adams se tomó la revancha, venciéndolo.

### 2007
En el Torneo Corus de ajedrez, en Holanda, quedó clasificado 13.º, logrando 4,5 puntos de 13 posibles, con 9 tablas y 4 derrotas. En marzo de 2007, en el Torneo Internacional de Ajedrez Morelia-Linares, Carlsen quedó clasificado en segunda posición con 7,5 puntos en 14 partidas, con un resultado de (+4 = 7 -3) quedando en primer lugar Viswanathan Anand.

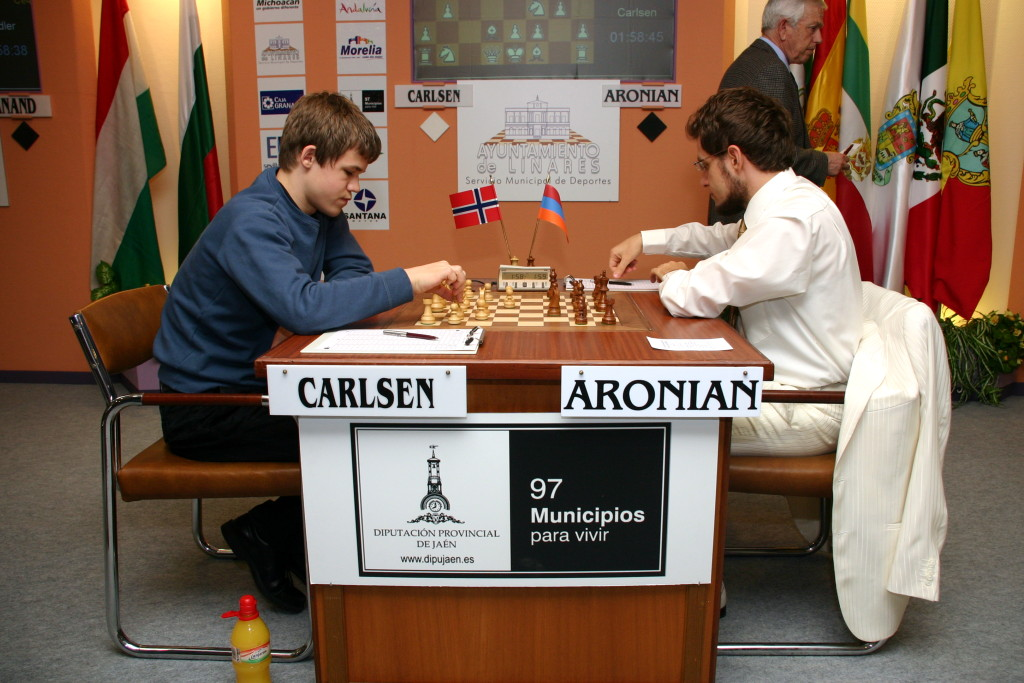
Magnus Carlsen vs. Levon Aronian en 2007.

En abril de 2007, Carlsen ganó el Torneo Gausdal Chess Classics, celebrado en Noruega, consiguiendo 7 de 9 puntos, aventajando en 1.5 puntos a los siguientes clasificados, Rozentalis (2.º), Portisch (3.º) y Kramsenkow (4.º) de una lista total de 10 ajedrecistas.
Cuartos de final de Candidatos contra Aronian, mayo-junio, Elistá, Kalmukia, 2007
| Jugador | R1 | R2 | R3 | R4 | R5 | R6 | Desempate      | Total |
| ------- | -- | -- | -- | -- | -- | -- | -------------- | ----- |
| Carlsen | 0  | =  | 1  | 0  | 1  | =  | 2(eliminado)   | 5.0   |
| Aronian | 1  | =  | 0  | 1  | 0  | =  | 4(clasificado) | 7.0   |

Carlsen ganó en el 40.º Festival Internacional de ajedrez en Biena, Suiza, del 21 de julio al 3 de agosto de 2007, 10 ajedrecistas, todos contra todos. Tras encabezar el torneo durante varios días, fue adelantado en la clasificación por dos jugadores, aun así, la victoria en la última ronda ante Teimour Radjabov, le permitió empatar en el primer puesto con Onischuk. En el desempate, tras 4 partidas tablas se impuso en la última partida, ganando así este prestigioso torneo. La clasificación final en Viena 2007 fue la siguiente:
| Posición | Participantes       | Puntos |
| -------- | ------------------- | ------ |
| 1        | Magnus Carlsen      | 5.5    |
| 2        | Alexander Onischuk  | 5.5    |
| 3        | Yannick Pelletier   | 5      |
| 4        | Judit Polgár        | 5      |
| 5        | Aleksandr Grishchuk | 5      |
| 6        | Teimour Radjabov    | 5      |
| 7        | Bu Xiangzhi         | 3.5    |
| 8        | Loek van Wely       | 3.5    |
| 9        | Aleksandr Motyliov  | 3.5    |
| 10       | Borís Avruj         | 3.5    |

### 2008
Magnus ganó, empatado a puntos con Aronian, el Torneo Corus de ajedrez 2008, celebrado en Holanda, logrando 8 puntos de 13 posibles. Sus partidas del torneo fueron: 5 victorias (Krámnik, Polgár, Mamedyarov, Eljanov y van Wely), 6 tablas y 2 derrotas (Anand y Lékó).
En marzo de 2008, en el Torneo Internacional de Ajedrez Morelia-Linares, Carlsen quedó clasificado, al igual que en 2007, en 2.ª posición con 8 puntos en 14 partidas, con un resultado de (+5 =6 -3) quedando en primer lugar Anand. Carlsen fue subcampeón del torneo, tras el ganador Aronian, empatado a puntos por el 2.º lugar con Krámnik, Lékó y Topalov, todos ellos a 2,5 puntos del ganador.
Carlsen venció por 5 a 3 puntos a Lékó  en el duelo de ajedrez rápido disputado del 28 de mayo al 1 de junio de 2008 en Miskolc, Hungría, al mejor de 8 partidas. Jugaron 2 partidas cada día de juego, a un ritmo de 25 minutos y 5 segundos por movimiento.
| Jugador | R1 | R2 | R3 | R4 | R5 | R6 | R7 | R8 | Total |
| ------- | -- | -- | -- | -- | -- | -- | -- | -- | ----- |
| Carlsen | =  | =  | =  | 1  | =  | =  | 1  | =  | 5     |
| Lékó    | =  | =  | =  | 0  | =  | =  | 0  | =  | 3     |

Carlsen, participó en Final del Grand Slam de ajedrez, del 2 al 14 de septiembre de 2008, en Bilbao, España. La clasificación la obtuvo, por invitación de la organización, por ser co-ganador del Torneo Corus de ajedrez, 2008 así como por ser subcampeón en Linares, 2008.

### 2009

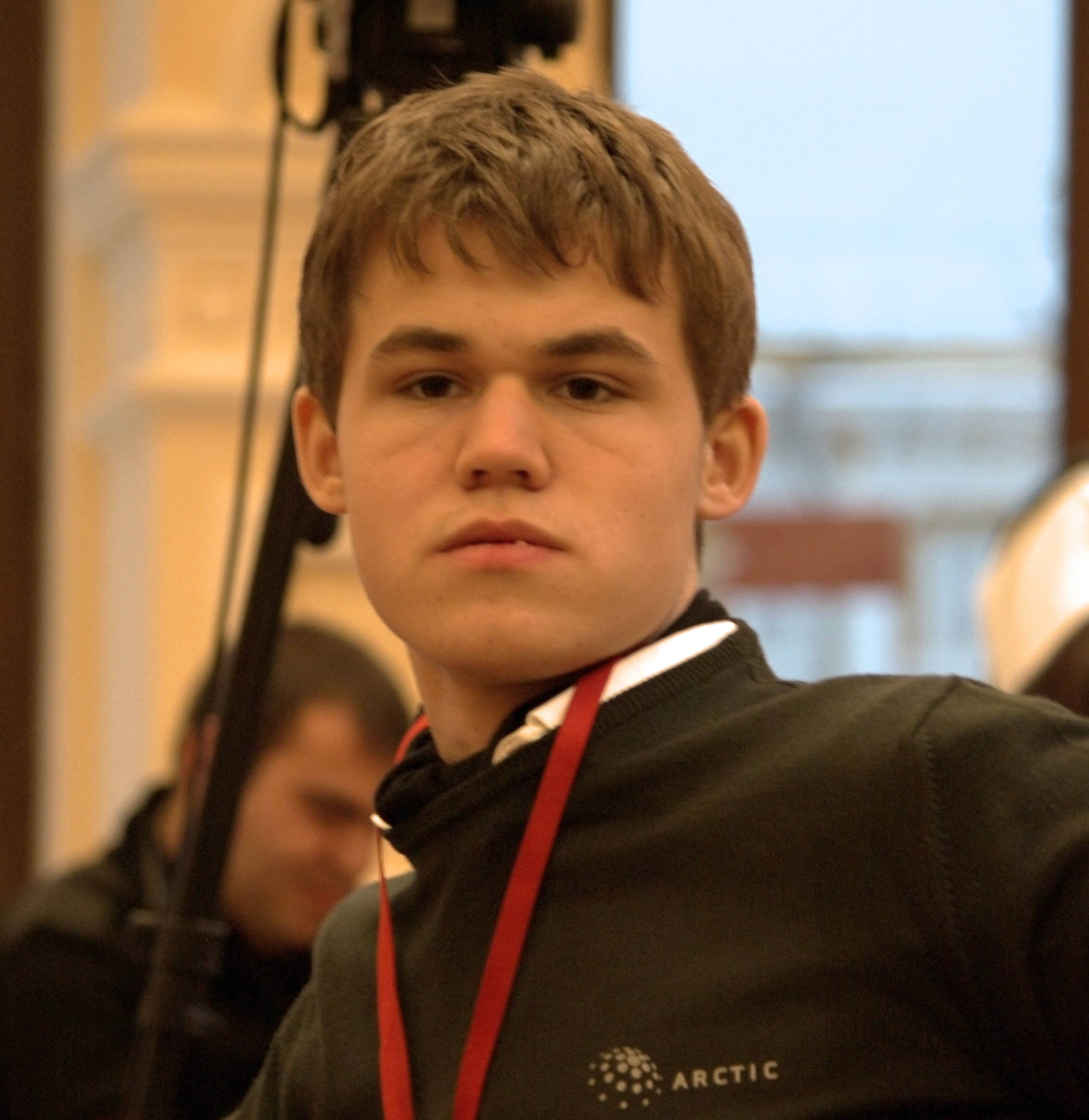
Carlsen en el Campeonato del Mundo de Blitz en 2009

Carlsen se proclamó campeón de mundo blitz al ganar en la final, celebrada en Moscú del 16 al 18 de noviembre de 2009. Participaron 22 jugadores, jugando 42 partidas cada uno, siendo liga a doble vuelta, a un tiempo de 3 minutos + 2 segundos por cada jugada. La clasificación quedó así en sus primeros puestos:
- 1.º.- Carlsen 31 puntos
- 2.º.- Viswanathan Anand 28 puntos
- 3.º.- Serguéi Kariakin 25 puntos
- 4.º.- Vladímir Krámnik 24.5 puntos

Poco antes de celebrarse el campeonato del mundo en blitz, del 5 al 14 tuvo lugar este supertorneo Categoría XXI en el cual participaron 10 de los 13 mejores jugadores del mundo, en el cual Carlsen obtuvo segundo lugar detrás de Krámnik y empatado con Ivanchuk.
Carlsen comenzó el torneo como el mejor clasificado, en un torneo en que participaron Kramnik, Hikaru Nakamura, Michael Adams, Nigel Short, Ni Hua, Luke McShane y David Howell. Venció a Kramnik en la primera ronda encaminándose a ganar el torneo con 13/21 (otorgándose 3 puntos por victoria, y 1 por empate) y un rating performance de 2844, un punto por delante de Kramnik. Esta victoria le garantizó el primer lugar de la lista de rating FIDE, sobrepasando a Veselin Topalov por 5 puntos. El rating FIDE promedio de Carlsen de julio de 2009 a enero de 2010 le permitió calificar al Torneo de Candidatos del ciclo del Campeonato del Mundo 2011.
En el Torneo Pearl Spring se impuso con un margen de 2,5 puntos sobre el segundo (Veselin Topalov) con una performance elo de 3002, en un torneo de promedio elo de 2764. El más fuerte registrado en la historia. El más fuerte hasta ese momento era de Anatoli Kárpov en donde también se impuso con un margen de 2,5 puntos sobre los segundos (Kaspárov y Shírov). Con una performance elo de 2985, en un torneo de promedio elo de 2685.

### 2010
Magnus ganó, el Torneo Corus de ajedrez, 2010, celebrado en Holanda, del 16 al 31 de enero logrando 8.5 puntos de 13 posibles. 2.º clasificado Kramnik y 3.º Shirov de 14 participantes. Magnus ganó empatado con Ivanchuk, el torneo Melody Amber de ajedrez, celebrado en Niza, Francia, del 13 al 25 de marzo logrando 14.5 puntos de 22 posibles.
En marzo de ese año se anunció que Carlsen dejaría de ser entrenado por el excampeón mundial Garri Kaspárov. Sin embargo, el propio Carlsen declaró a Der Spiegel, que seguirían en contacto y que continuaría asistiendo a algunas sesiones de entrenamiento con Kaspárov. Al año siguiente, Carlsen dijo: "Gracias a Kaspárov empecé a comprender una serie de posiciones mejor. ... Kaspárov me dio una gran cantidad de ayuda práctica." En el 2012, cuando fue consultado que había aprendido del trabajo con Kaspárov, Carlsen contestó: "Posiciones complejas. Ese fue el aspecto más importante".

### 2011
Quedó campeón de la Final del Grand Slam de 2011 celebrada en São Paulo y Bilbao. Finalizó empatado con Ivanchuk y desempató mediante dos partidas a 5 minutos.

### 2012

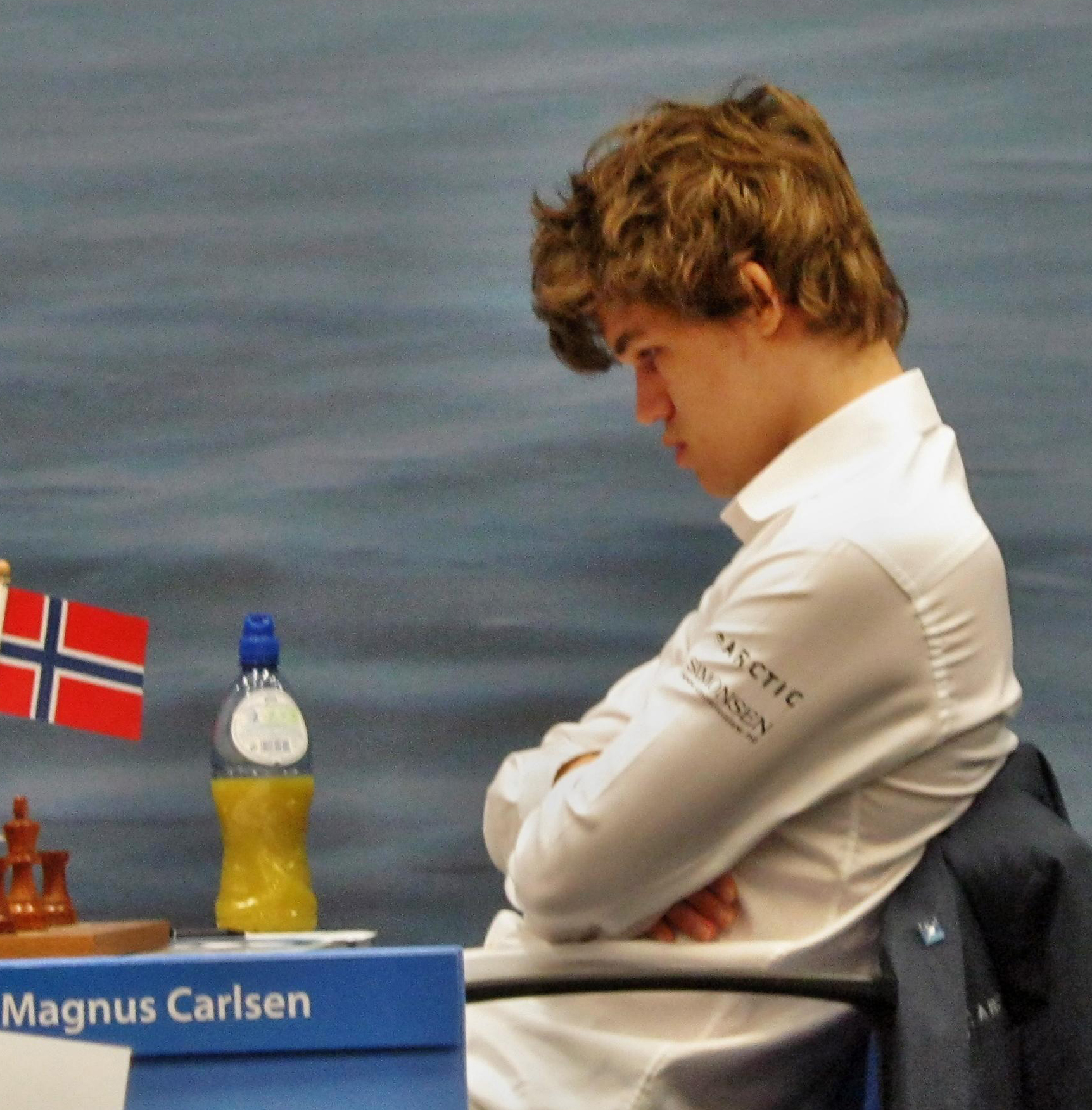
Carlsen en el Torneo de ajedrez Tata Steel de 2012

Se adjudicó el título del Gran Slam de Sao Paulo y Bilbao en 2012 jugando el desempate con Fabiano Caruana a quien venció por dos a cero.

### 2013
Quedó campeón del 75th Tata Steel Chess 2013. Ganó el Torneo de Candidatos y gana una plaza para disputar el Campeonato del Mundo del 2013 ante Viswanathan Anand.
Campeón Mundial de Ajedrez 2013
Se consagra Campeón del Mundo el 22 de noviembre de 2013 al vencer al defensor del título, el indio Viswanathan Anand, por 6.5 puntos contra 3.5 (puntaje obtenido en la décima partida, de doce pactadas, producto de 3 victorias y 7 empates a su favor contra 0 victorias y 7 empates de su oponente) (es además el cuarto campeón en la historia, que termina invicto en todos sus encuentros por el Campeonato Mundial, siendo los otros: Lasker, Capablanca y Kramnik) en el certamen celebrado en el Hotel Hyatt Regency de la ciudad de Chennai - India (del 09-11-2013 al 28-11-2013).
|                   | Rating | 1 9 nov. | 2 10 nov. | 3 12 nov. | 4 13 nov. | 5 15 nov. | 6 16 nov. | 7 18 nov. | 8 19 nov. | 9 21 nov. | 10 22 nov. | 11 24 nov. | 12 26 nov. | Puntos |
| ----------------- | ------ | -------- | --------- | --------- | --------- | --------- | --------- | --------- | --------- | --------- | ---------- | ---------- | ---------- | ------ |
| Viswanathan Anand | 2775   | ½        | ½         | ½         | ½         | 0         | 0         | ½         | ½         | 0         | ½          | NJ         | NJ         | 3½     |
| Magnus Carlsen    | 2870   | ½        | ½         | ½         | ½         | 1         | 1         | ½         | ½         | 1         | ½          | NJ         | NJ         | 6½     |
| Anterior: Viswanathan Anand | Campeón del Mundo de Ajedrez de la FIDE 2013–2023 | Siguiente: Ding Liren |

### 2014

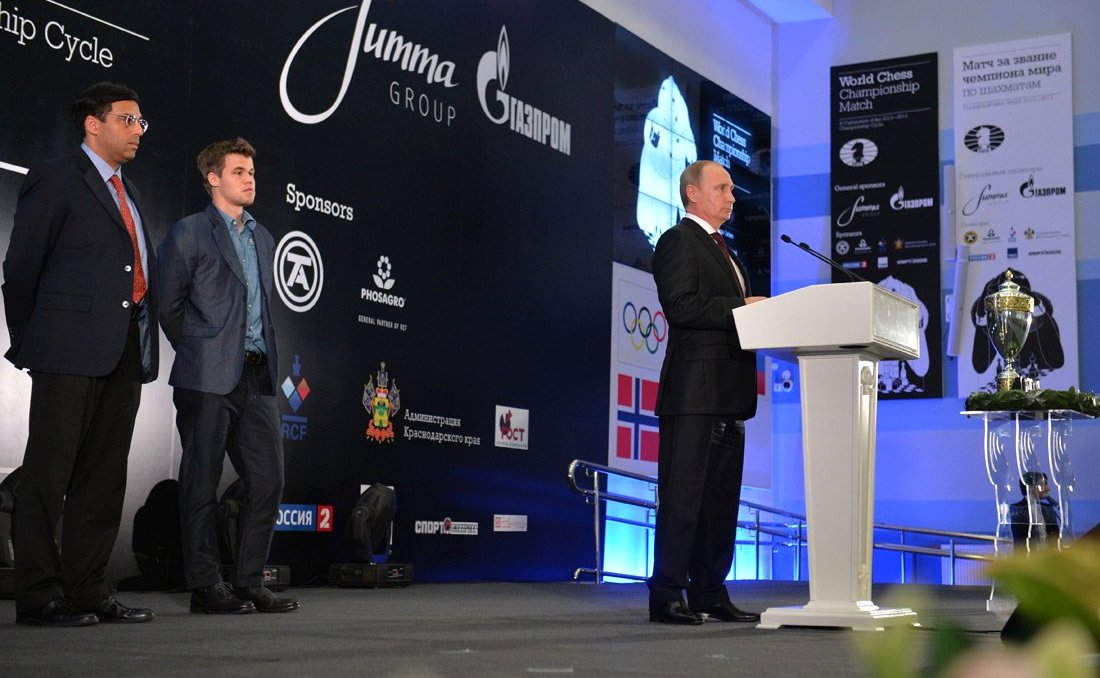
Carlsen en el escenario durante la clausura del Mundial de ajedrez de 2014 en Sochi, Rusia. Viswanathan Anand y Vladímir Putin le acompañan.

Del 29 de enero al 4 de febrero se jugó el Torneo de ajedrez de Zúrich 2014 donde Carlsen se consagró campeón. El torneo se desarrolló en tres etapas donde Carlsen ganó la ronda preliminar de Ajedrez tipo Blitz (½+1+0+1+½=3) y la ronda de ajedrez clásico (1+2+2+1+2=8). En la última ronda de Ajedrez rápido obtuvo la cuarta posición (0+½+0+1+½=2), sin embargo tenía suficiente ventaja y con una puntuación total de 10 puntos pudo quedarse con el título. El segundo lugar lo compartieron el italiano Fabiano Caruana y el armenio Levon Aronian con una puntuación total de 9 puntos. El resto de la tabla se completó con el estadounidense Hikaru Nakamura con 7½, el indio Viswanathan Anand con 5 y el israelí Boris Gelfand con 4½.
Entre el 2 y el 13 de junio en el torneo Norway Chess, terminó segundo, detrás de Serguéi Kariakin.
Campeón Mundial de Ajedrez 2014
Carlsen se enfrentó nuevamente con Anand en un encuentro por el título de campeón mundial de ajedrez, en noviembre de 2014, ya que Anand calificó por haber ganado el torneo de candidatos. Carlsen venció por 6½-4½ (+3-1=7):
|                   | Rating | Juego 1 8 Nov. | Juego 2 9 Nov. | Juego 3 11 Nov. | Juego 4 12 Nov. | Juego 5 14 Nov. | Juego 6 15 Nov. | Juego 7 17 Nov. | Juego 8 18 Nov. | Juego 9 20 Nov. | Juego 10 21 Nov. | Juego 11 23 Nov. | Juego 12 25 Nov. | Puntos |
| ----------------- | ------ | -------------- | -------------- | --------------- | --------------- | --------------- | --------------- | --------------- | --------------- | --------------- | ---------------- | ---------------- | ---------------- | ------ |
| Magnus Carlsen    | 2863   | ½              | 1              | 0               | ½               | ½               | 1               | ½               | ½               | ½               | ½                | 1                | NJ               | 6½     |
| Viswanathan Anand | 2792   | ½              | 0              | 1               | ½               | ½               | 0               | ½               | ½               | ½               | ½                | 0                | NJ               | 4½     |

### 2016
Durante los días comprendidos del 11 al 30 de noviembre del 2016, en el Fulton Market Building de Nueva York, revalidó su título mundial de ajedrez, en un duelo difícil ante el aspirante de nacionalidad rusa Serguéi Kariakin, que se extendió a la fase de partidas rápidas porque no pudo demostrar su superioridad en los 12 juegos iniciales bajo el formato clásico, que finalizó 1-1 y 10 tablas. En esta primera fase de 12 partidas al ritmo clásico, Kariakin, con las piezas negras, después de siete empates consecutivos, le encajó una dolorosa derrota a Carlsen. El campeón reaccionó e igualó el score con una victoria en el décimo juego. Finalmente se impuso a Kariakin, por 3-1 (=2,+2, -0) en los 4 juegos de desempate que se disputaron a un ritmo de 25 minutos cada uno con un añadido de 10 segundos por jugada.
|                  | Rating | Juego 1 11 Nov. | Juego 2 12 Nov. | Juego 3 14 Nov. | Juego 4 15 Nov. | Juego 5 17 Nov. | Juego 6 18 Nov. | Juego 7 20 Nov. | Juego 8 21 Nov. | Juego 9 23 Nov. | Juego 10 24 Nov. | Juego 11 26 Nov. | Juego 12 28 Nov. | Puntos |
| ---------------- | ------ | --------------- | --------------- | --------------- | --------------- | --------------- | --------------- | --------------- | --------------- | --------------- | ---------------- | ---------------- | ---------------- | ------ |
| Serguéi Kariakin | 2772   | ½               | ½               | ½               | ½               | ½               | ½               | ½               | 1               | ½               | 0                | ½                | ½                | 6      |
| Magnus Carlsen   | 2853   | ½               | ½               | ½               | ½               | ½               | ½               | ½               | 0               | ½               | 1                | ½                | ½                | 6      |

|                  | Juego 13 30 Nov. | Juego 14 30 Nov. | Juego 15 30 Nov. | Juego 16 30 Nov. | Puntos | Resultado final |
| ---------------- | ---------------- | ---------------- | ---------------- | ---------------- | ------ | --------------- |
| Serguéi Kariakin | ½                | ½                | 0                | 0                | 1      | 6 (1)           |
| Magnus Carlsen   | ½                | ½                | 1                | 1                | 3      | 6 (3)           |

### 2018
El Campeonato Mundial de Ajedrez 2018 se celebró del 9 al 28 de noviembre bajo el auspicio de la Federación Internacional de Ajedrez (FIDE) en el barrio de Holborn, en el centro de Londres. El encuentro definiría al nuevo campeón mundial de ajedrez, con Fabiano Caruana en el papel del retador y Magnus Carlsen como el actual campeón defensor de su título.
El encuentro se extendió hasta la fase de desempate con partidas rápidas debido a los resultados de la primera fase del torneo (6 - 6, 12 tablas).
En la fase de desempates, Carlsen demostró su superioridad en los ritmos de juego más rápidos, obteniendo 3 victorias consecutivas frente a Caruana.
|                 | Rating | Juego 1 9 Nov. | Juego 2 10 Nov. | Juego 3 12 Nov. | Juego 4 13 Nov. | Juego 5 15 Nov. | Juego 6 16 Nov. | Juego 7 18 Nov. | Juego 8 19 Nov. | Juego 9 21 Nov. | Juego 10 22 Nov. | Juego 11 24 Nov. | Juego 12 26 Nov. | Puntos |
| --------------- | ------ | -------------- | --------------- | --------------- | --------------- | --------------- | --------------- | --------------- | --------------- | --------------- | ---------------- | ---------------- | ---------------- | ------ |
| Magnus Carlsen  | 2835   | ½              | ½               | ½               | ½               | ½               | ½               | ½               | ½               | ½               | ½                | ½                | ½                | 6      |
| Fabiano Caruana | 2832   | ½              | ½               | ½               | ½               | ½               | ½               | ½               | ½               | ½               | ½                | ½                | ½                | 6      |

|                 | Juego 13 28 Nov. | Juego 14 28 Nov. | Juego 15 28 Nov. | Juego 16 28 Nov. | Puntos | Resultado final |
| --------------- | ---------------- | ---------------- | ---------------- | ---------------- | ------ | --------------- |
| Magnus Carlsen  | 1                | 1                | 1                | NJ               | 3      | 6 (3)           |
| Fabiano Caruana | 0                | 0                | 0                | NJ               | 0      | 6 (0)           |

### 2019
En el año 2019 se coronó campeón del World Rapid Championship 2019 y World Blitz Championship 2019, llevados a cabo del 25 de diciembre al 30 de diciembre, de continuado ambos torneos, además quedó tercero en el Grand Chess Tour 2019, el cual se celebró en los cinco continentes durante el año del 2019, ganando un capital de 300.000 USD en dicho torneo.

### 2021
Entre finales de noviembre y principios de diciembre de 2021, Carlsen defendió el título de campeón del mundo ante el retador Yan Nepómniashchi. Tras once partidas de las catorce programadas, Carlsen ganó el Campeonato del Mundo con un resultado final de 7½-3½ a su favor. Para ello contó con un equipo con el que ya había trabajado formado por los jugadores Peter Heine Nielsen, Daniil Dubov, Jan Gustafsson, Laurent Fressinet y, como novedad, Jorden van Foreest.
A continuación se muestra una tabla con el resultado de las partidas jugadas:
|                   | Rating | Juego 1 26 Nov. | Juego 2 27 Nov. | Juego 3 28 Nov. | Juego 4 30 Nov. | Juego 5 01 Dic. | Juego 6 03 Dic. | Juego 7 04 Dic. | Juego 8 05 Dic. | Juego 9 07 Dic. | Juego 10 08 Dic. | Juego 11 10 Dic. | Juego 12 11 Dic. | Juego 13 12 Dic. | Juego 14 14 Dic. | Puntos |
| ----------------- | ------ | --------------- | --------------- | --------------- | --------------- | --------------- | --------------- | --------------- | --------------- | --------------- | ---------------- | ---------------- | ---------------- | ---------------- | ---------------- | ------ |
| Magnus Carlsen    | 2863   | ½               | ½               | ½               | ½               | ½               | 1               | ½               | 1               | 1               | ½                | 1                | NJ               | NJ               | NJ               | 7½     |
| Yan Nepómniashchi | 2782   | ½               | ½               | ½               | ½               | ½               | 0               | ½               | 0               | 0               | ½                | 0                | NJ               | NJ               | NJ               | 3½     |

### 2022 - Futuro
Tras ganar su encuentro contra Nepómniashchi Carlsen manifestó poco interés en jugar un nuevo encuentro por el título, citando la falta de motivación. Posteriormente argumentó que tendría interés en un encuentro si el ganador del torneo de candidatos de 2022 fuese Alireza Firouzia o algún jugador de la generación más joven.
Después de que el torneo de candidatos de 2022 terminara con una nueva victoria de Nepómniashchi y quedara planteada una revancha del encuentro anterior, Carlsen declaró públicamente que no defendería su corona. No obstante, declaró que mantendrá su actividad ajedrecística y que se sigue proponiendo superar la barrera de los 2900 puntos de ELO.
Tras anunciar su retiro para no disputar su título mundial ganó múltiples torneos como el Mundial de Ajedrez Rápido 2023, Mundial de Ajedrez de Blitz 2023. Carlsen el 17 de diciembre de 2023 se proclamó campeón el Champions Chess Tour organizado por chess.com obteniendo $200.000.

### Récords
Mayor cantidad de partidas sin perder
Magnus Carlsen es el actual sostenedor de un impresionante récord de 125 partidas invicto en ajedrez clásico; entre el día 1 de agosto de 2018, cuando derrotó al Gran Maestro suizo Nico Georgiadis (luego de caer el día anterior ante Shakhriyar Mamedyarov) en el Torneo de Biel de 2018, y el día 10 de octubre de 2020, cuando fue derrotado por el Gran Maestro polaco Jan-Krzysztof Duda (#17 del ranking mundial el 10/10/2020) en el Altibox Norway Chess 2020 (después de su victoria ante Fabiano Caruana, #2 del ranking mundial el 10/10/2020), contabilizando un total de 801 días invicto.
El récord anterior lo poseía el GM soviético nacionalizado neerlandés, Serguéi Tiviakov, el cual logró 110 partidas sin derrota entre el 28 de octubre de 2004 y el 27 de septiembre de 2005.
Invicto en el título
Al negarse a defender su título en un nuevo “partido”, Carlsen iguala a los excampeones Alekhine y Fischer, quienes se retiraron en posesión del título. A diferencia de estos, Carlsen lo defendió cuatro veces.